# Sugiyamaella chiloensis
Sugiyamaella chiloensis är en svampart som beskrevs av Kurtzman 2007. Sugiyamaella chiloensis ingår i släktet Sugiyamaella och familjen Trichomonascaceae.   Inga underarter finns listade i Catalogue of Life.